# 1843 en droit
Cet article présente les faits marquants de l'année 1843 en droit.

## Événements
- Le Cultuurstelsel provoque de grandes famines et de nombreuses révoltes dans certaines régions de Java entre 1843 et 1850. Dans la région de Cheribon, la famine éclate en 1843 à la suite de la décision d’ajouter le riz à la liste des cultures d’État.

### Mars
- 8 mars : Christian VIII de Danemark accorde une autonomie accrue aux communes et rétablit en Islande la Diète locale, l’Althing, comme assemblée consultative.

### Avril
- 2 avril : en Russie, oukase organisant les migrations vers la Sibérie (50 000 départs officiels entre 1844 et 1861).

### Mai
- 24 mai : confiscation des terres indigènes en Algérie. Le gouverneur Bugeaud confisque 200 000 ha de terres habbous (propriétés religieuses), au profit des colons, dont 168 000 autour d’Alger. Cette décision a pour conséquence le déplacement de populations indigènes vers le sud.

## Décès
- 11 janvier : Francis Scott Key, avocat américain, procureur du district de Columbia, auteur des paroles de l'hymne national des États-Unis, The Star-Spangled Banner (° 1er août 1779).